# Bassam Tibi

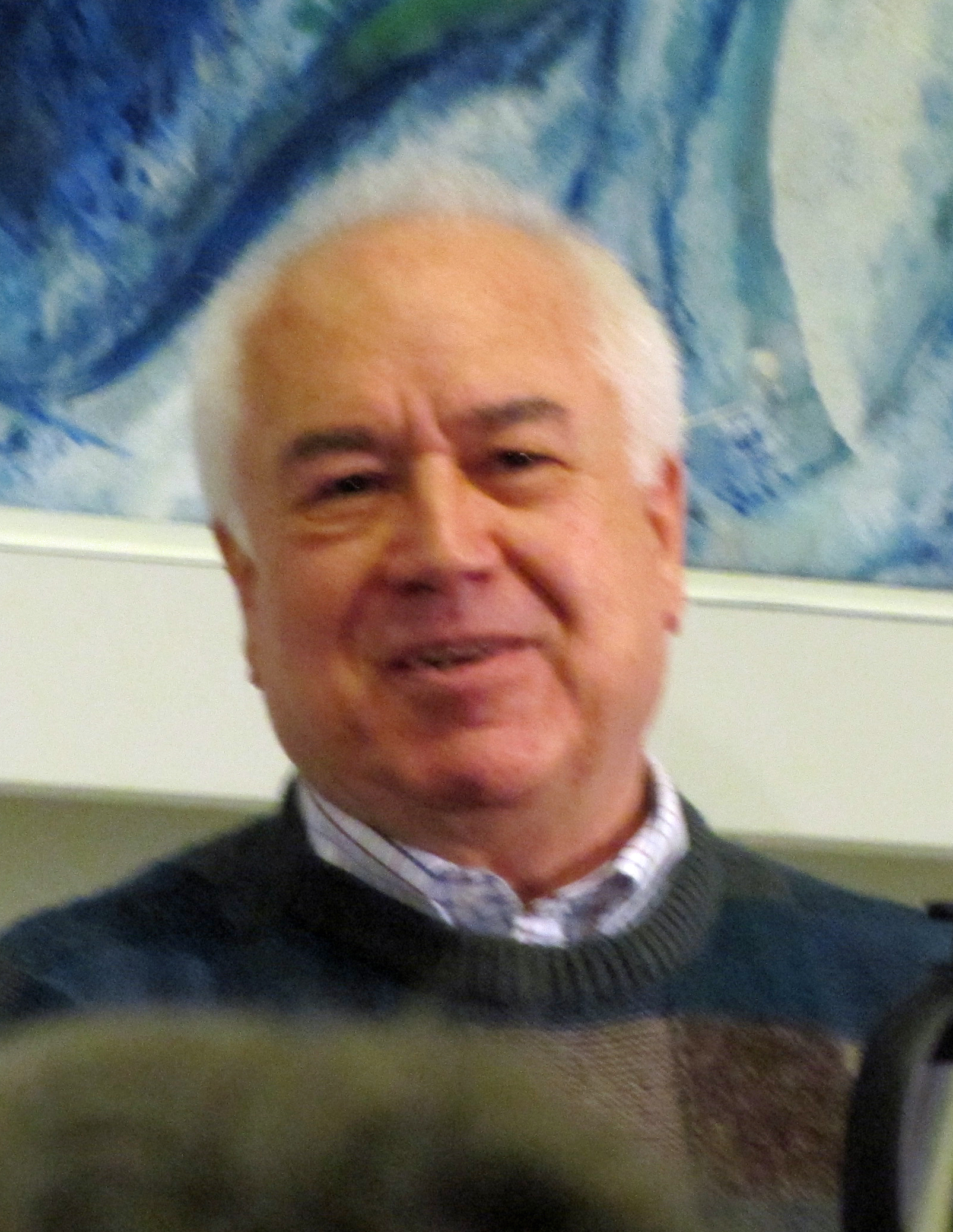
Bassam Tibi (2016)

Bassam Tibi (ur. 4 kwietnia 1944 w Damaszku) – profesor nauk politycznych i stosunków międzynarodowych, krytyk islamizmu. Od 1962 r. mieszka w Niemczech.
Jest propagatorem idei euroislamu, wykładał m.in. na Harvard University, Cornell University, Princeton i Berkeley.